# Acabaria formosum
Acabaria formosum är en korallart som beskrevs av Moroff 1902. Acabaria formosum ingår i släktet Acabaria och familjen Melithaeidae. Inga underarter finns listade i Catalogue of Life.